# Iosefini
Aurel Iosif (n. 1916 – d. 10 noiembrie 1994), având nume de scenă Iosefini (ortografiat și Iozefini), a fost un iluzionist român.
A fost timp de două decenii director al Circului de Stat din București..
A lucrat la Circul de Stat de la înființare și până în anul 1993.
A jucat în filme și a scris scenarii.
Este considerat primul și cel mai mare iluzionist din România.
Când avea 13 ani, a fugit de acasă și s-a lipit de un circ.
A învățat de la un mare magician, Mery King, un american.
A început cu spectacole prin sate, pe la casele de cultură, apoi a venit în București.
A fost nepotul actriței Margareta Baciu, de la care a moștenit pasiunea pentru scenă.
Fiul său, Leonard Alexandriuc, a fost născut în afara căsătoriei și nu i-a păstrat numele de familie, ci doar pe cel de scenă.

## Filmografie
- D-ale carnavalului (1959)
- Brigada Diverse intră în acțiune (1970)
- Rețeaua S (1980)
- Al treilea salt mortal (1980)
- Saltimbancii (1981)
- Un saltimbanc la Polul Nord (1982)

## Cărți
- Paiațe și oameni - roman, A. Iosefini, P. Pintilie, Editura E.S.P.L.A., 1958
- Din tainele iluzionismului, A. Iosefini, Editura Tineretului, 1961
- Spiritism și secretele fachirilor, A. Iosefini, Editura Societatea pentru răspândirea științei și culturii, 1962
- Șarlataniile ghicitorilor, Iosefini, Editura Științifică, 1963
- Din tainele iluzionismului, A. Iosefini, ediția a II-a revăzută, Editura Tineretului, 1965
- 2000 de ani de circ. Istoria minunată a unui minunat gen de spectacol, A. Iosefini, Editura Meridiane, 1968
- Nu-i nici o minune. Tururi și trucuri de iluzionism, A. Iozefini, Editura Junimea, 1976
- Memoriile unui scamator, Iosefini, Editura Junimea, 1980 (carte autobiografică)
- Cum „ghicim” viitorul?, Aurel Iosefini, Editura Științifică și Enciclopedică, 1981
- Cum puteți deveni iluzionist. Tururi și trucuri de iluzionism, Aurel Iozefini, Editura Junimea, 1991

## Distincții
- Ordinul Muncii clasa a III-a (10 august 1964) „pentru merite deosebite în opera de construire a socialismului, cu prilejul celei de a XX-a aniversări a eliberării patriei”[7]